# Adolf Stähli
Adolf Stähli (* 2. Juni 1925 in Oberhofen am Thunersee; † 31. Mai 1999 ebenda) war ein Schweizer Jodler, Dirigent, Komponist und Dichter.
Als langjähriger musikalischer Leiter des Jodelklubs Oberhofen komponierte er über 80 Lieder und Naturjodel für Chor, Duett und Solo.

## Auszeichnungen
- 1988 Kulturförderungspreis des Kantons Bern
- 1994 den Ehren-Prix Walo
- 1996 Goldener Violinschlüssel.